# Okres Giżycko
Okres Giżycko (polsky Powiat giżycki) je okres v polském Varmijsko-mazurském vojvodství. Rozlohu má 1118,74 km² a v roce 2019 zde žilo 56 565 obyvatel. Sídlem správy okresu je město Giżycko.

## Gminy
Městská:
- Giżycko

Městsko-vesnická:
- Ryn

Vesnické:
- Giżycko
- Kruklanki
- Miłki
- Wydminy

## Města
- Giżycko
- Ryn

## Sousední okresy
| Růžice kompasu | Kętrzyn          | Węgorzewo     | Gołdap      | Růžice kompasu |
| Růžice kompasu | Kętrzyn, Mrągowo | Sever         | Ełk, Olecko | Růžice kompasu |
| Růžice kompasu | Kętrzyn, Mrągowo | Okres Giżycko | Ełk, Olecko | Růžice kompasu |
| Růžice kompasu | Kętrzyn, Mrągowo | Jih           | Ełk, Olecko | Růžice kompasu |
| Růžice kompasu | Mrągowo          | Pisz          | Ełk         | Růžice kompasu |